# Percussiegeweer
Een percussiegeweer of slaggeweer is een geweer dat met een percussieslot is uitgerust. Percussiegeweren waren in gebruik van 1807 tot omstreeks 1865, waarna ze grotendeels werden vervangen door modernere geweren, veelal achterladers met een slagpin en eenheidspatronen.
In het begin van de negentiende eeuw waren vrijwel alle geweren uitgerust met het vuursteenslot. Dat systeem werkte goed, maar was gevoelig voor slecht weer (vooral regen) en het schot had een fractie van een seconde nodig om af te gaan nadat de trekker was overgehaald. In 1807 werd het percussieslot uitgevonden, dat met een hamer en met explosief poeder (slagsas genoemd) werkte. Dit systeem was minder gevoelig voor slecht weer en het schot ging onmiddellijk af na het overhalen van de trekker.

## Geschiedenis en ontwikkeling
Het eerste percussiegeweer verscheen in 1807 en was het omgebouwde jachtgeweer van de Schotse geestelijke en uitvinder Alexander John Forsyth. Hij bracht een percussieslot op de markt dat werkte met een hamer en een busje met los slagpoeder waarmee de kruitpan gevuld kon worden. In de jacht en op de civiele markt vonden geweren met dit percussieslot gretig aftrek. Het systeem voldeed echter niet aan de militaire eisen voor een eenvoudig, goedkoop, robuust en snel te gebruiken ontstekingssysteem. Pas omstreeks 1840 was het percussieslot ver genoeg ontwikkeld voor militair gebruik, vooral door de introductie van het slaghoedje, een koperen of messing kapje waar een kleine hoeveelheid slagsas in zat. Dit was veel veiliger dan los slagpoeder of losse slagbuisjes.
In Nederland werd vanaf 1841 het gladloops infanteriegeweer M1815 en het korte getrokken geweer (de jagersbuks) M1829 omgebouwd van vuursteen- naar percussieontsteking. Ook de karabijnen en pistolen werden omgebouwd. De haan werd vervangen door een hamer, de kruitpan werd afgevijld, het zundgat (het gaatje tussen de loop en de kruitpan) werd dichtgemaakt en er werd een schoorsteentje aangebracht bovenaan de loop, waar een slaghoedje op kon worden aangebracht. Nieuwe wapens werden vanaf die tijd direct met dit percussieslot uitgerust.
Omstreeks 1865 begon het percussiegeweer verouderd te raken door het verschijnen van achterlaadgeweren met eenheidspatronen. In een eenheidspatroon is het projectiel (kogel of hagel), de kruitlading en het slaghoedje verpakt in één patroon. Percussiegeweren werden nog via de loop geladen en werkten met los kruit, een losse kogel (of hagel) en aparte slaghoedjes. Achterlaadgeweren konden veel sneller worden geladen dan voorladers en bovendien kon de soldaat dit net zo snel liggend als staand doen. Het verschil werd in de slag bij Königgrätz (1866) duidelijk, toen de met achterladers bewapende Pruisische infanterie de Oostenrijkse infanterie, met percussiegeweren, de baas was.
Mede door deze veldslag besloten de Europese krijgsmachten hun percussiegeweren te vervangen door achterlaadgeweren. Hierbij kon direct nog een maatregel worden doorgevoerd, namelijk het verkleinen van het kaliber van de geweren. Door het verbeteren van het buskruit en door de nieuwe vorm van kogels (niet meer rond, maar elliptisch van vorm) kon het kaliber van de geweren veel kleiner worden. Hiervoor was wel een geheel nieuw geweer nodig. Sommige landen verbouwden als tijdelijke oplossing hun percussiegeweren naar een achterlaadsysteem. In Nederland gebeurde dit in 1867 met het Snider-geweer. De achterzijde van de loop werd opengemaakt en voorzien van een afsluitbare kamer. Deze kon worden geladen met een eenheidspatroon. De hamer sloeg niet meer op een slaghoedje maar op een slagpin die vervolgens op de eenheidspatroon in de kamer sloeg.
Tegen 1870 was het percussiegeweer, en daarmee de voorlader, definitief uit de arsenalen van de meeste Europese landen verdwenen.